# Neaera atra
Neaera atra là một loài ruồi trong họ Tachinidae.